# Pierre-Antoine Gailly
Pour les articles homonymes, voir Gailly.
Pierre-Antoine Gailly, né le 15 avril 1955 à Charleville, est un chef d'entreprise français. Il a assuré la direction générale ou la présidence de plusieurs groupes, dont la société Le Bon Marché, le groupe Desfossés International ou le Moulin rouge et est président de la Chambre de commerce et d'industrie de région Paris - Île-de-France de 2013 à 2016.

## Biographie

### Jeunesse et formation
Pierre-Antoine Gailly est issu d'une famille ardennaise, impliquée dans l'industrie métallurgique depuis la création par son aïeul, Gustave Gailly, d'une clouterie mécanique devenue les fonderies Gailly, implantées rue de l'Abreuvoir derrière le stade du Petit-Bois. Pierre-Antoine Gailly vit jusqu'à l'âge de 8 ans à Charleville, puis rejoint Paris où son père, ingénieur des Arts et Métiers, occupe un poste de cadre supérieur,.
Entré à HEC Paris en 1972, il obtient son diplôme en 1975. Il appartient à la même promotion que François Hollande.

### Début de carrière
Après un parcours en audit interne dans une compagnie de transport et logistique, il accède à différents postes de direction. Il est notamment directeur de la distribution de Miro-Meccano de 1980 à 1983, puis directeur général adjoint de Jeux Nathan. Il est ensuite directeur financier du groupe Zannier (Absorba) au début des années 1990. En 1993, il devient président-directeur général du Bon Marché, entreprise du groupe de luxe LVMH, qu'il contribue à redresser,.

### Carrière dans les médias
En 1995, il prend la direction d'un des plus grands groupe de médias français, Desfossés International, filiale médias de ce groupe LVMH, qui contrôle alors La Tribune Desfossés, L'Agefi, Investir et Victoire Télématique. Cet ensemble de médias et publications a alors un chiffre d'affaires global d'environ 450 millions de francs, le titre le plus connu étant La Tribune Desfossés, qui progresse en diffusion dans ces années 1990 et constitue le deuxième journal économique français derrière Les Échos. Il est toutefois confronté à une grève de deux jours lorsqu'il va chercher un directeur de publication à l'extérieur.

### Carrière dans le divertissement
De 1998 à 2005, il est président du directoire du Moulin Rouge, un des berceaux du french cancan et un music-hall immortalisé par le peintre Toulouse-Lautrec. La société dont il prend la direction est en difficulté, mais il réussit à relancer sa fréquentation,,. Il est appelé ensuite à la présidence du conseil de surveillance du Lido, société de spectacle concurrente, qu'il préside toujours aujourd'hui.

### Fonctions consulaires
De 2007 à 2013, il est président de l'Union des chambres de commerce et d'industrie françaises à l’étranger. Élu président de la Chambre de commerce et d’industrie de Paris le 6 janvier 2011 , il devient président de la Chambre de commerce et d'industrie de région Paris - Île-de-France au moment de sa création le 1er janvier 2013. En janvier 2016, il est remplacé par Jean-Paul Vermès.
Il est vice-président de CCI France et siège au Conseil économique, social et environnemental.

### Prises de position
En janvier 2012, il a signé, avec quelques autres dirigeants d'entreprises dont Olivier Mellerio et Jean-Pierre Letartre, une tribune dans le journal Le Monde intitulée « Il est encore temps de sauver les entreprises familiales et leurs emplois », sur les mesures fiscales touchant les entreprises. Il était déjà intervenu l'année précédente auprès des médias sur des mesures d'intéressement des salariés envisagées par le gouvernement, en demandant à ce gouvernement de distinguer les entreprises familiales des grands groupes mondiaux cotés en bourse. Son expérience l'a conduit à exercer dans les deux types d'entreprise.
Il intervient également en 2012 pour que HEC Paris, simple département de la Chambre de commerce et d’industrie de Paris depuis son origine, et devenue une des principales écoles commerciales de France, acquiert un statut lui donnant davantage d'autonomie. Cette réforme qui concerne une quarantaine d'écoles consulaires au-delà de HEC est pour l'instant différée par le gouvernement, même si Pierre-Antoine Gailly déclare « ne rien lâcher ».

### Vie de famille
Pierre-Antoine Gailly est marié depuis 1977 et père de quatre enfants. Son épouse Véronique née Viennot, architecte des bâtiments de France honoraire et artiste peintre (Montamets).

## Décorations
- Chevalier de la Légion d'honneur
- Officier de l'ordre national du Mérite  Il est fait officier par décret du 14 novembre 2012 pour ses 33 ans de services[19].
- Ordre du Soleil levant, au grade de l’Étoile d’or et d’argent

## Sources sur le web
- Notice sur Pierre-Antoine Gailly sur le Who’s Who in France en ligne (accès payant, existence de la notice en ligne vérifiée le 20 août 2013).
- Pierre-Antoine Gailly, Le Cercle, Les Échos.
- « Usine de petite métallurgie (clouterie) Sté Industrielle Ardennaise, puis Aciérie de Charleville-Mézières, puis Gailly », sur Région Champagne-Ardenne, patrimoine industriel.
- « Conseil économique social et environnemental, Compte rendu intégral de la séance du 25 juin 2013 », sur le site du Conseil économique social et environnemental.
- « La Gouvernance de la nouvelle CCI de région Paris Ile-de-France », sur le site www.directgestion.com, 14 janvier 2013.